# Tricalysia jasminiflora
Tricalysia jasminiflora är en måreväxtart som först beskrevs av Johann Friedrich Klotzsch, och fick sitt nu gällande namn av George Bentham, Joseph Dalton Hooker och William Philip Hiern. Tricalysia jasminiflora ingår i släktet Tricalysia och familjen måreväxter.

## Underarter
Arten delas in i följande underarter:
- T. j. hypotephros
- T. j. jasminiflora